# Epiplema atrifasciata
Epiplema atrifasciata är en fjärilsart som beskrevs av W. Warren 1899. Epiplema atrifasciata ingår i släktet Epiplema och familjen Uraniidae. Inga underarter finns listade i Catalogue of Life.